# Camptochaeta austriaca
Camptochaeta austriaca is een muggensoort uit de familie van de rouwmuggen (Sciaridae). De wetenschappelijke naam van de soort is voor het eerst geldig gepubliceerd in 2012 door Heller.